# Lithognathus lithognathus
Lithognathus lithognathus és un peix teleosti de la família dels espàrids i de l'ordre dels perciformes.

## Morfologia
Pot arribar als 200 cm de llargària total.

## Distribució geogràfica
Es troba a les costes de Sud-àfrica.